# Guiyu oneiros
Guiyu là một chi cá xương tuyệt chủng, và là một trong những chi sớm nhất được biết đến. Nó sống vào kỷ Silur muộn (419 triệu năm trước) tại Trung Quốc và dài 33 cm.